# Комунални систем
Комунални систем је систем услуга којим се задовољавају основне потребе грађана у складу са плановима развоја локалне заједнице или читавог града. Најчешћи комунални системи су водовод и канализација, грејање и топла вода, електрична енергија и телекомуникације, јавни градски превоз и паркинг, одржавање путева и зелених површина, одлагање смећа и сл.